# Hongkong Land
Hongkong Land (HKL) est un groupe d'investissement, de gestion et de développement immobilier possédant des intérêts immobiliers commerciaux et résidentiels de premier ordre dans toute l'Asie. Il possède et gère quelque 850 000 m2 d'immobilier de bureaux et de commerces de luxe de premier ordre en Asie, principalement à Hong Kong et Singapour. Son portefeuille de Hong Kong représente quelque 450 000 m2 de propriété commerciale, ce qui en fait le plus grand propriétaire du quartier de Central. À Singapour, il dispose de 165 000 m2 supplémentaires d'espaces de bureaux détenus principalement par le biais de coentreprises, tandis que MCL Land, sa filiale, est un promoteur résidentiel bien établi. Hongkong Land détient également une participation de 50 % dans le World Trade Center Jakarta (en), un complexe de bureaux de premier plan dans le centre de Jakarta qu'il partage avec le groupe Central Cipta Murdaya de la famille Murdaya (propriétaire de Pondok Indah (en)), et un certain nombre de projets résidentiels et à usage mixte en cours de développement dans des villes de Chine et d'Asie du Sud-Est, notamment WF CENTRAL, un centre commercial de luxe à Wangfujing, Pékin.
Hongkong Land est fondée en 1889. Hongkong Land Holdings est domiciliée aux Bermudes. Il a une cotation standard à la Bourse de Londres comme cotation principale et des cotations secondaires aux Bermudes et à Singapour. Les actifs et investissements du groupe sont gérés depuis Hong Kong par la Hongkong Land Limited. Hongkong Land appartient à 50 % à Jardine Matheson.

## Situation actuelle

### Présence à Hong Kong
Hongkong Land est le plus grand propriétaire de Central. Au cours des dernières décennies, l'entreprise s'est concentrée sur la modernisation de ses bâtiments commerciaux présents dans le quartier. En 2003, le réaménagement de Swire House dans la nouvelle Chater House est achevé. Depuis, d'importants travaux de rénovation ont été effectués dans le Prince's Building. The Landmark a également été réaménagé, avec l'ajout du luxueux Landmark Mandarin Oriental Hotel et de York House. Hongkong Land a également réaménagé The Forum, l'immeuble commercial d'Exchange Square, en un immeuble de bureaux de cinq étages, entièrement loué à la banque Standard Chartered.
Début 2012, la nouvelle marque LANDMARK est lancée, couvrant les quatre destinations de shopping les plus célèbres de l'entreprise, The Landmark, Alexandra House, Chater House et le Prince's Building, qui sont reliées par des passerelles piétonnes, faisant partie du système de la passerelle surélevée de Central. Il est accompagné d'un nouveau logo L, représentant LANDMARK et les boutiques de luxe.
La société a également développé ces dernières années trois immeubles résidentiels de luxe sur l'île de Hong Kong, à savoir Serenade, The Sail à Victoria et Ivy on Belcher's.
En octobre 2006, Hongkong Land accueille pour la première fois la CENTRAL Rat Race au cœur de Central, devenue depuis un événement annuel. Cet événement de relais caritatif permet de collecter des fonds pour MINDSET, un organisme de bienfaisance enregistré soutenant des organisations et des projets liés à la santé mentale à Hong Kong et en Chine continentale. La course inaugurale permet de récolter plus de 2 millions HK$ et au 31 décembre 2015, quelque 25 millions HK$ ont été levés.

### Présence dans le reste de l'Asie
Hongkong Land a étendu ses activités en dehors de Hong Kong ces dernières années et détient des intérêts importants dans toute l'Asie, principalement en coentreprise avec des développeurs locaux, notamment Keppel Corporation à Singapour, le groupe CIFI à Shanghai et les groupes Longfor (en) et China Merchants à Chongqing.
Dans son portefeuille commercial, à Singapour, elle détient une participation attribuable de quelque 1,8 million de pieds carrés d'espace commercial. Après One Raffles Link, la société a développé One Raffles Quay, son deuxième complexe commercial à Singapour, dans la zone de Marina Bay. Elle détient également une participation d'un tiers dans le centre financier de Marina Bay, achevé en 2012. La société détient une participation de 50 % dans Jakarta Land, qui agrandit son complexe du World Trade Center Jakarta (en) dans le quartier des affaires de Jakarta. Hongkong Land détient également des intérêts dans le Gaysorn Village (en) à Bangkok, a développé le centre commercial WF CENTRAL à Pékin, Exchange Square à Phnom Penh, et deux immeubles de bureaux à Hanoï. À Macao, Hongkong Land a développé One Central en coentreprise avec Shun Tak Holdings (en). Il s'agit d'un développement majeur à usage mixte sur le front de mer comprenant des résidences de luxe, un développement commercial haut de gamme, l'hôtel Mandarin Oriental Macao et des résidences gérées par l'hôtel. Hongkong Land développe actuellement l'ancien site de l'ambassade britannique à Bangkok avec Central Group, un grand complexe commercial à Xinjiekou (en), et un grand développement riverain à usage mixte à Xuhui.
Hongkong Land est également active sur les marchés résidentiels en Asie du Sud-Est. Elle détient une participation de 100 % dans MCL Land, un promoteur immobilier singapourien actif également en Malaisie et développe également des résidences en Indonésie, aux Philippines, au Viêt Nam et en Thaïlande.
Hongkong Land a également développé des propriétés résidentielles de luxe et des projets à usage mixte en Chine continentale. À Pékin, il existe des projets résidentiels tels que Central Park et Maple Place. Hongkong Land compte plus de dix développements à Chongqing, tels que Yorkville, Bamboo Grove, Landmark Riverside. À Chengdu, elle développe WE City, un développement résidentiel et commercial à usage mixte. À Shanghai, Hongkong Land a développé Parkville à Pudong à des fins résidentielles et commerciales. La société est récemment entrée à Nankin, Hangzhou et Wuhan pour développer des propriétés résidentielles/à usage mixte.

## Histoire

### Fondation
Hongkong Land est fondé le 2 mars 1889 sous le nom de « Hongkong Land Investment and Agency Company Limited » par deux hommes d'affaires de premier plan à Hong Kong, Paul Chater et James Johnstone Keswick (en). Outre la propriété, Chater est également connu pour ses intérêts dans le courtage et les lingots tandis que Keswick est le tai-pan (en) de Jardine, Matheson and Company Limited.
Chater faisait du lobbying depuis un certain temps dans les cercles gouvernementaux pour un nouveau projet de création de terre-pleins sur la mer dans le district de Victoria dans le centre de Hong Kong et la construction d'un nouveau Praya (en) le long du port. Six jours après la formation de Hongkong Land, il a obtenu gain de cause. Les terres gagnées devaient donner une superficie de 65 acres (260 000 m2) de terrain à bâtir d'environ 250 pieds (76 m) de large le long d'une nouvelle route riveraine connue sous le nom de Chater Road (en). Ce « terre-plein de Central (en) » est depuis devenu un élément central du district de Central à Hong Kong, formant comme une zone entre les actuelles Des Voeux Road (en) et Connaught Road (en), incluant Statue Square et Chater Road elle-même.
Le New Oriental Building de quatre étages est le premier bâtiment commercial construit dans la nouvelle zone au Lot Marine 278 du 2 Connaught Road alors nouvellement créée et achevée en 1898. Ce bâtiment est démoli au début des années 1960 et son site est aujourd'hui occupé par la AIG Tower. Les terre-pleins de Chater Road peuvent ainsi être considérés comme le point de départ du développement de Hongkong Land de Central en tant que quartier des affaires de Hong Kong.

### Premières années

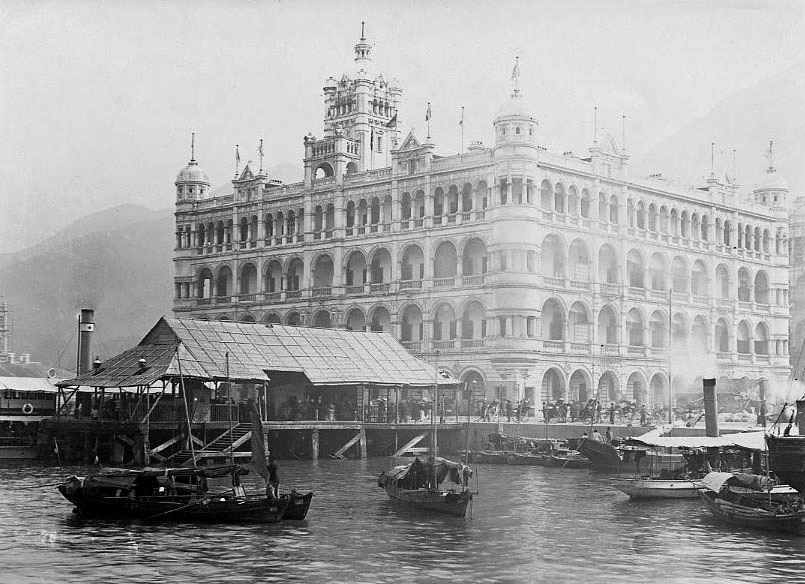
Le Queen's Building dans les années 1900.

Après la construction du New Oriental Building, entre juin 1904 et décembre 1905, Central voit l'apparition de cinq bâtiments majeurs qui sont les premiers « gratte-ciels » de Hong Kong. Ceux-ci comprennent l'Alexandra Building en 1904, construit à l'emplacement de l'actuelle Alexandra House.
En 1941, la société possède treize propriétés importantes à Central. Les plus importants d'entre eux sont Marina House, Alexandra Building, Holland House, le Queen's Building et le Prince's Building.
Hongkong Land cesse ses activités pendant trois ans et huit mois pendant l'occupation japonaise. Mais lorsque l'entreprise récupère ses immeubles de bureaux en septembre 1945, ils sont tous en bon état structurel.
Le premier projet d'après-guerre commence en 1947, ajoutant trois étages supplémentaires à la Marina House de cinq étages. Puis vient le réaménagement des 11 et 13 Queen's Road (en) dans la nouvelle Edinburgh House de neuf étages, qui est achevée en 1950. Ces bâtiments se trouvent sur les sites de la Edinburgh Tower et de York House d'aujourd'hui.
Dans le même temps, trois anciens bâtiments sur un site triangulaire formé par Des Voeux Road, Chater Road et Ice House Street (en), l'Alexandra Building, le Royal Building et le Chung Tin Building, sont démolis pour faire place à Alexandra House de 13 étages.

### Années 1960 et 1970
Au milieu des années 1960, Hongkong Land possède neuf grands immeubles de bureaux ainsi que le complexe commercial du Prince's Building et le Mandarin Hotel. Ceux-ci sont reliés par le premier pont piétonnier. Depuis lors, les bâtiments de Hongkong Land sont liés les uns aux autres, formant un réseau de bâtiments commerciaux.
Au cours des années 1970, la société commence à investir sur les marchés internationaux, créant un portefeuille de propriétés en Australie, à Hawaï, en Indonésie, en Malaisie, à Singapour et en Thaïlande.
Le plus grand exploit du président du groupe, Vernon Robert, au cours de cette période est peut-être la construction de Connaught Centre. Le 1er juin 1970, la société paye un prix alors record mondial de 258 millions HK$ aux enchères publiques pour un nouveau site important sur des terre-pleins gagnés sur la mer. À son achèvement en 1973, le Connaught Centre de 52 étages et 64 700 m2 est l'immeuble de bureaux le plus grand et le plus avancé de Hong Kong. Il est rebaptisé Jardine House le 1er janvier 1989.
Le réaménagement au cours des années 1970 du portefeuille de Central de Hongkong Land commence avec la démolition d'Alexandra House et la construction de ce qui devait être le troisième bâtiment à porter ce nom sur le site. Le nouveau projet de 36 niveaux, achevé en 1976, est relié au Prince's Building, à la Swire House, au Mandarin Hotel et au Connaught Center par la passerelle surélevée de Central qui constitué aujourd'hui la plaque tournante d'un réseau de passerelles reliant le portefeuille commercial de Hongkong Land.
Hongkong Land développe des propriétés résidentielles à des niveaux intermédiaires, notamment May Tower en 1974 et Branksome en 1976. La société acquiert également une grande parcelle de terrain à Pok Fu Lam (zh) et commence la construction du complexe massif de Chi Fu Fa Yuen. Il s'agit de 20 tours avec 4 258 appartements, ainsi qu'un centre commercial, des restaurants et des installations de loisirs.

### Années 1980 et 1990

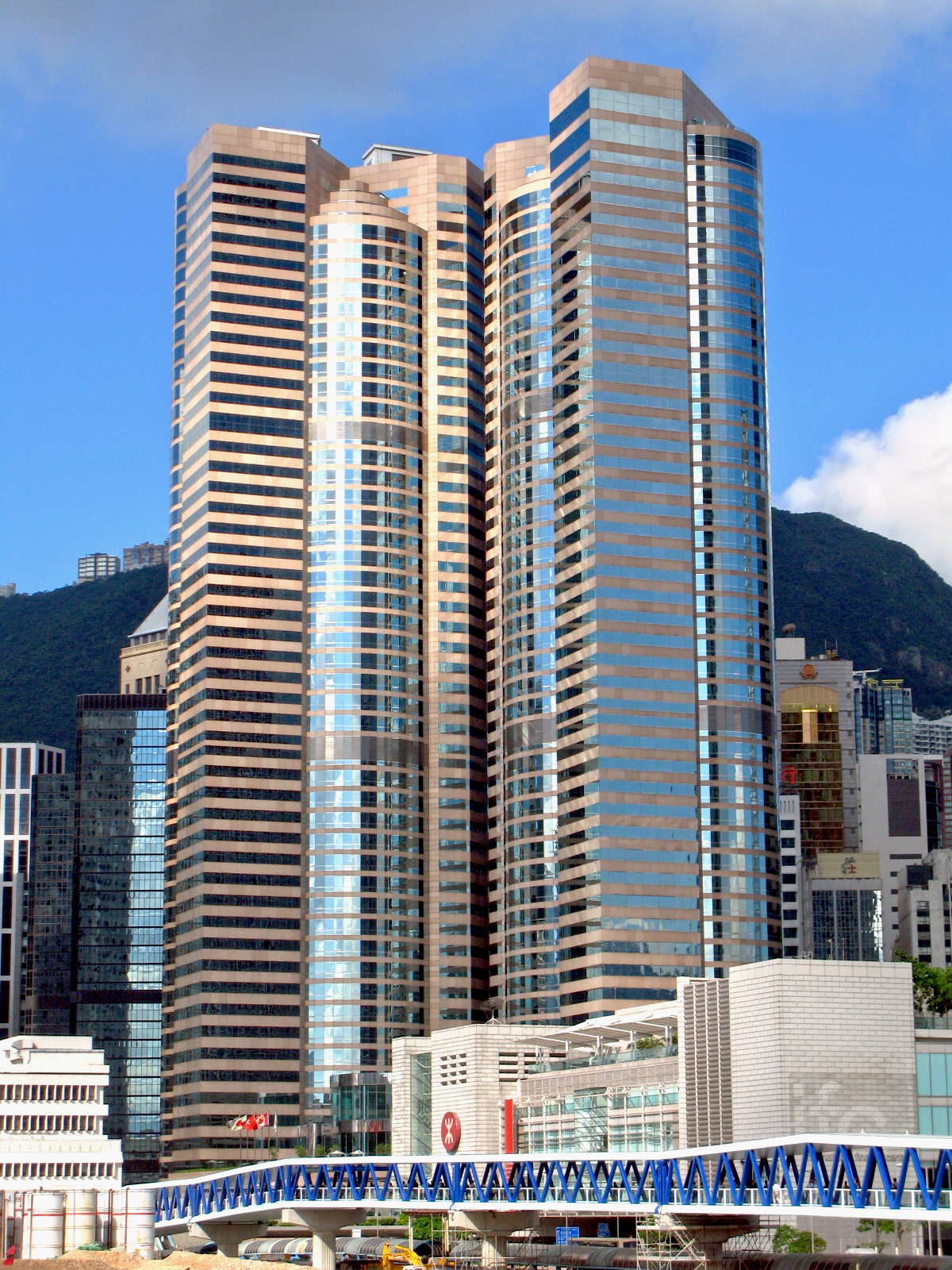
Exchange Square

Les années 1980 voient Hongkong Land se diversifier de ses intérêts immobiliers habituels, en achetant des participations importantes dans Hong Kong Telephone Company et Hong Kong Electric Holdings.
En 1982, Hongkong Land acquiert le dernier grand site disponible à Central avec une offre de 4,7 milliards HK$ et commence la construction de la première phase d'Exchange Square qui est le plus grand complexe commercial du territoire à l'époque et le plus sophistiqué sur le plan technologique.
L'année 1982 voit le marché immobilier de Hong Kong plonger de façon spectaculaire et, au cours des deux années suivantes, les locations diminuent de moitié. Ce fut une période de difficultés financières pour Hongkong Land qui cherche à se réorganiser et à réduire le poids de sa dette par le biais de cessions d'actifs et de mesures de restructuration. L'entreprise vend ses propriétés internationales ainsi que ses actifs secondaires à Hong Kong, y compris ses participations dans Hong Kong Telephone et Hong Kong Electric. Mais ses principaux atouts au cœur de Central ne sont pas touchés.
En 1984, le marché immobilier recommence à s'améliorer et, à la fin de 1985, Hongkong Land achève et ouvre la première phase de sa nouvelle propriété phare, One and Two Exchange Square. En 1988, la troisième phase finale d'Exchange Square est achevée et The Forum est ouvert.
The Landmark, un autre point focal majeur de Central, est achevé en deux phases en 1980 et 1983. Il comprend deux immeubles de bureaux de 47 étages, Gloucester Tower et Edinburgh Tower, et un grand atrium commercial à cinq niveaux.
Au cours des années 1990, Hongkong Land continue d'améliorer son portefeuille de bureaux commerciaux à Hong Kong, tout en commençant à rechercher des opportunités d'investissement dans d'autres villes asiatiques.
À Hong Kong, l'offre d'espaces de bureaux de Central augmente considérablement à la fin des années 1990 et en 1997, et la société lance le réaménagement de Swire House, maintenant nommée Chater House, en tant qu'immeuble de classe mondiale au cœur de Central.
À Singapour, l'entreprise commence la construction de One Raffles Link (en), un immeuble de bureaux au centre de la ville qui est un exemple précoce de construction durable. Le bâtiment est achevé en 2000.

## Bâtiments

### Propriétés d'investissement
Hongkong Land est un propriétaire majeur dans les quartiers des affaires de Hong Kong, Singapour, Jakarta et est présent dans d'autres villes asiatiques, notamment :
Hong Kong
- Alexandra House
- Chater House
- One, Two et Three Exchange Square
- The Forum
- Jardine House
- The Landmark
- Edinburgh Tower
- Gloucester Tower
- York House
- Prince's Building

Macao
- One Central Macau

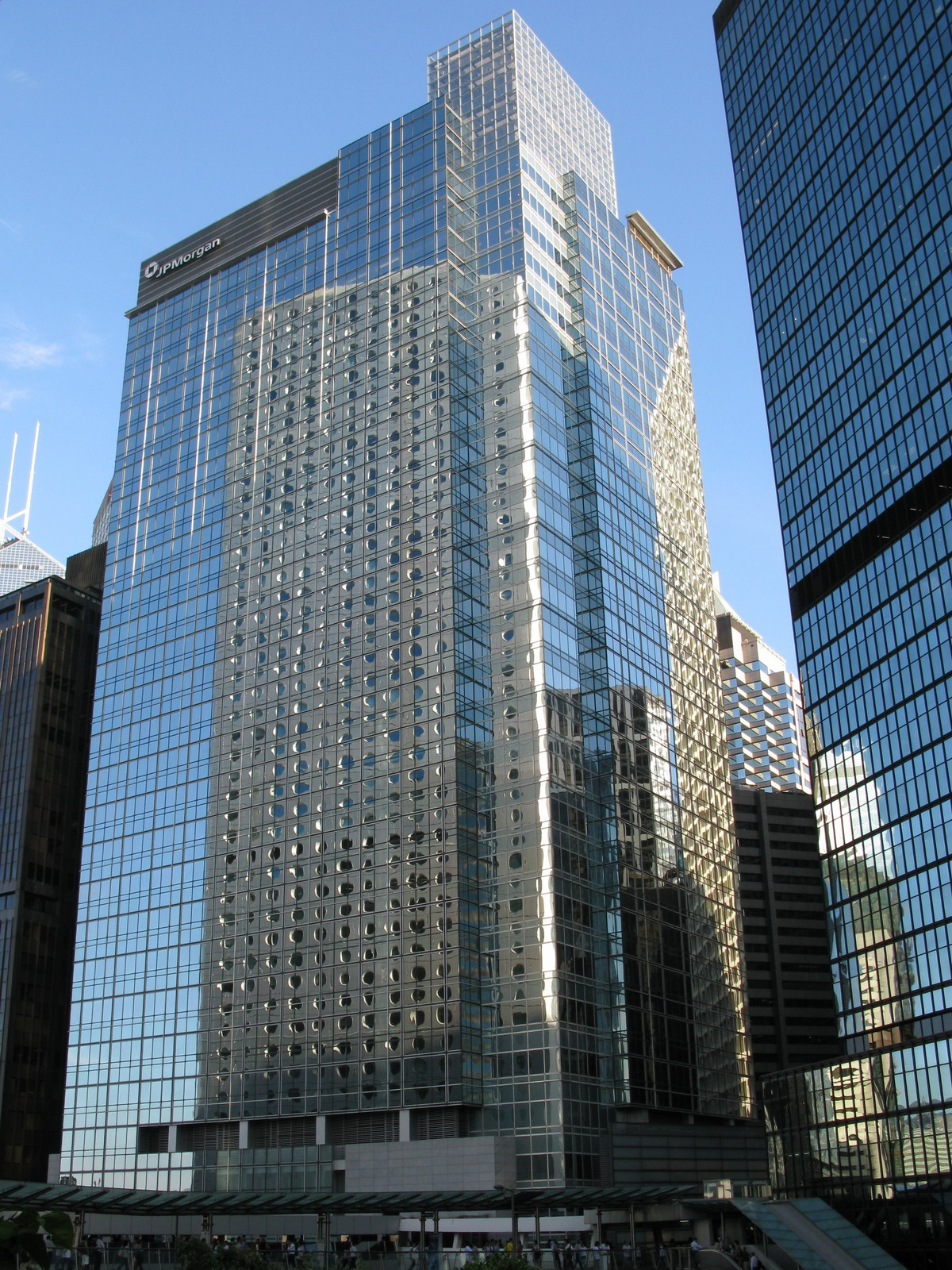
Chater House

- Les résidences et appartements du Mandarin Oriental

Singapour
- One Raffles Link (en)
- CityLink Mall
- One Raffles Quay
- Centre financier de Marina Bay
- Marina Bay Link Mall

Jakarta
- World Trade Center Jakarta (en)
- World Trade Centre 1
- World Trade Centre 2
- World Trade Centre 3 (en développement)
- World Trade Centre 5 (Wisma Metropolitan I)
- World Trade Centre 6 (Wisma Metropolitan II)

Hanoï
- Central Building
- 63 Ly Thai To

Phnom Penh

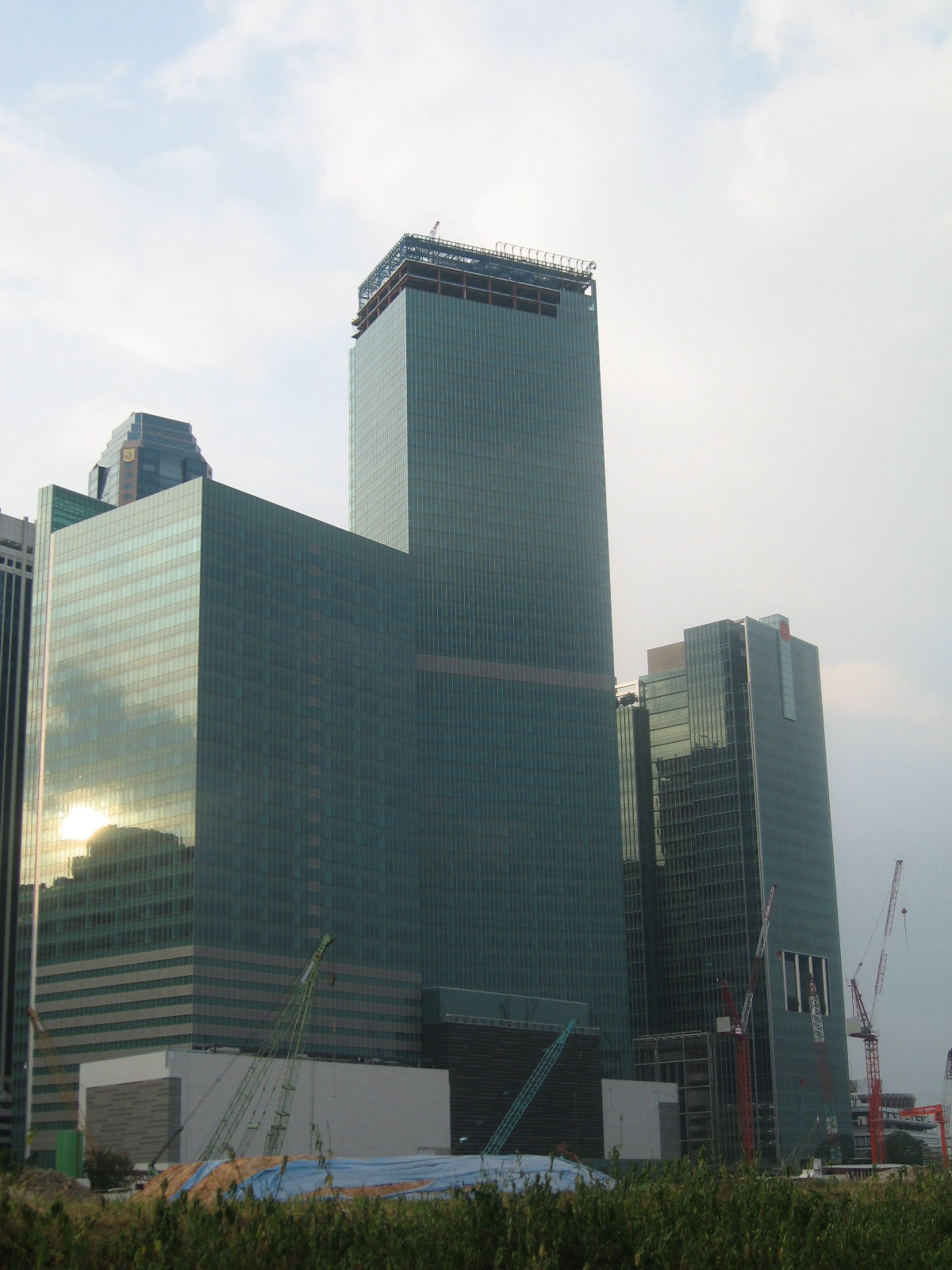
One Raffles Quay

- EXCHANGE SQUARE (ancien site de l'ambassade)[10]

Bangkok
- Gaysorn Village (en)
- Complexe de l'ambassade britannique

Beijing
- WF CENTRAL

Shanghai
Site du Bund occidental, Xuhui
En outre, Hongkong Land possède plusieurs intérêts hôteliers, à savoir le Landmark Mandarin Oriental Hotel et le Mandarin Oriental Wangfujing à Pékin.

### Propriétés de développement
Hongkong Land a une importante activité de développement immobilier résidentiel en Asie, axée sur les développements à vendre pour le segment haut de gamme et luxueux du marché, par le biais de projets en propriété exclusive ou en coentreprise. Exemples de projets résidentiels récents achevés ou en cours de développement :

Hong Kong
- The Serenade
- The Sail à Victoria
- Ivy on Belcher's
- Chi Fu Fa Yuen
- Chi Lok Fa Yuen
- Eightland Garden
- Luk Yeung Sun Chuen
- Westlands Gardens
- May Tower One
- Tregunter Towers
- Oriental Gardens

Pékin
- Central Park
- Maple Place at Beijing Riviera

Chengdu
- WE City
- Artisan Bay

Chongqing
- Bamboo Grove
- Central Avenue[11]
- Landmark Riverside
- Yorkville South
- Yorkville North
- Central Avenue
- River One
- Harbour Tale
- Hillview
- The Pinnacle

Hangzhou
- Hangzhou Bay

Nankin
- Yue City
- JL CENTRAL
- River and City

#### SooChow
- Place centrale du Hongkong Land de Suzhou Xinjianyuan

Shanghai
- Park Mansion

Shenyang
- One Capitol
- One Island

Macao
One Central Residences
Wuhan
- Dreamland

Indonésie
- Résidences Anandamaya[12]
- Nava Park[13]
- Asya
- Arumaya

Philippines
- Mandani Bay (en)
- Les propriétés résidentielles développées par NorthPine Land comprennent Greenwoods Village, Wind Crest, Kahaya Place, Forest Ridge, South Hampton et Kohana Grove[14].
- One Roxas Triangle et Two Roxas Triangle

Singapour
- Résidences de Marina Bay
- Suites de Marina Bay
- Les propriétés résidentielles développées par MCL Land comprennent Parvis, Hillcrest Villa, Fernhill, Calrose, Metz et Waterfall Gardens. Ses projets récents incluent Sol Acres, LakeVille, Hallmark Residences et Palms @ Sixth Avenue[15]
- Margret Ville
- Parc Esta
- Leedon Green

Viêt Nam
- The Nassim[16]
- The Marq

Thaïlande
- The Esse Sukhumvit 36
- Lake Legend, Cheangwattana